# Ouled Mansour
Ouled Mansour (în arabă أولاد منصور) este o comună din provincia M'Sila, Algeria.
Populația comunei este de 5.731 de locuitori (2008).